# Шелепаєв Олександр Анатолійович
Олекса́ндр Анато́лійович Шелепа́єв (23 лютого 1991, Токмак — 31 серпня 2014, Дебальцеве) — сержант Збройних сил України. Учасник російсько-української війни.

## З життєпису
Народився 1991 року в місті Токмак (Запорізька область). Закінчив ЗОШ № 6 міста Токмак, у 2010 році — Молочанський професійний аграрний ліцей (місто Молочанськ Токмацького району).
Від 2011 року — старший водій автомобільного відділення взводу підвозу роти забезпечення (навчального центру) окремого навчального автомобільного батальйону. В 2011—2014 роках — інструктор навчального взводу навчальної роти (підготовки, перепідготовки та підвищення кваліфікації військовослужбовців військової служби за контрактом рядового складу початкового рівня). Сержант 169-го навчального центру Сухопутних військ.
31 серпня 2014 року загинув при виконанні бойового завдання поблизу Дебальцевого.
Похований 3 вересня 2014 року на кладовищі с. Благодатне Токмацького району Запорізької області.
Без Олександра лишилися батьки.

## Нагороди та вшанування
- 31 жовтня 2014 року за особисту мужність і героїзм, виявлені в захисті державного суверенітету та територіальної цілісності України, вірність військовій присязі під час російсько-української війни, відзначений — нагороджений орденом «За мужність» III ступеня (посмертно)
- орден «За заслуги перед Запорізьким краєм» ІІІ ступеня, посмертно (розпорядження голови Запорізької обласної ради від 16.08.2017 № 269-н)[2].
- 16 квітня 2015 року на фасаді «Молочанського професійного аграрного ліцею» урочисто відкрили меморіальну дошку на честь випускника Олександра Шелепаєва.
- Його портрет розміщений на меморіалі «Стіна пам'яті полеглих за Україну» у Києві: секція 4, ряд 4, місце 4